# NGC 6633
NGC 6633 je jasná otevřená hvězdokupa v souhvězdí Hadonoše vzdálená od Země přibližně 1 225 světelných let. Objevil ji Jean-Philippe Loys de Chéseaux v roce 1745.

## Pozorování

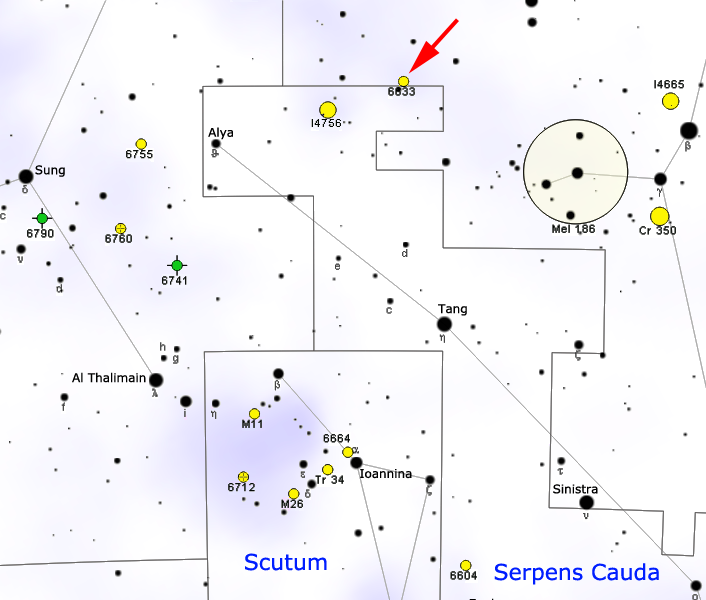
Poloha NGC 6633 v souhvězdí Hadonoše

Vyhledání hvězdokupy na obloze je poněkud obtížnější, protože se blízko ní nenachází žádná jasná hvězda. Přesto je díky své celkové magnitudě za bezměsíčné noci viditelná pouhým okem. V triedru vypadá jako jasný objekt protažený od severovýchodu na jihozápad s větším nahuštěním hvězd na jihozápadní straně a díky jejím nejjasnějším hvězdám 8. a 9. magnitudy je částečně rozložitelná. Již v malém hvězdářském dalekohledu od průměru 100 mm při malém zvětšení vypadá mnohem lépe, protože ji zcela rozloží na několik desítek hvězd.
Hvězdokupa má malou severní deklinaci, takže se nachází blízko nebeského rovníku a je tedy snadno pozorovatelná ze všech obydlených oblastí Země, ale pozorovatelé na severní polokouli jsou při jejím pozorování mírně zvýhodněni. Nejvhodnější období pro její pozorování na večerní obloze je od června do listopadu.
4 stupně západně od hvězdokupy se nachází planetární mlhovina NGC 6572 a blízko můžeme vidět několik dalších jasných otevřených hvězdokup: 3 stupně jihovýchodně leží IC 4756, 7 stupňů jihozápadně leží volná otevřená hvězdokupa Melotte 186 a 10 stupňů západně leží IC 4665.

## Historie pozorování
Hvězdokupu objevil Jean-Philippe Loys de Chéseaux v roce 1745, tedy v době, kdy Charles Messier ještě nezačal se svým pozorováním. Ovšem Messier o jeho objevu nevěděl a hvězdokupu nezahrnul do svého slavného katalogu. V roce 1783 ji znovu pozorovala Caroline Herschel a v roce 1788 ji pozoroval William Herschel, který ji popsal jako kupu velmi rozptýlených jasných hvězd.
John Herschel ji později zapsal do svého General Catalogue of Nebulae and Clusters pod číslem 4410.

## Vlastnosti
NGC 6633 je jasná ale poměrně dost rozptýlená hvězdokupa, která leží ve vzdálenosti přibližně 376 parseků (1 225 světelných let) od Země. Patří tedy do ramene Orionu a je jednou z otevřených hvězdokup nejbližších k Zemi. Mezi Zemí a hvězdokupou se rozprostírá soustava temných mlhovin známá jako Velká trhlina v Labuti. Stáří hvězdokupy se odhaduje na přibližně 430 milionů let, takže je trochu mladší než například Hyády.
Fotometrický výzkum provedený na začátku 21. století ve hvězdokupě nalezl několik desítek pravděpodobných bílých trpaslíků, z nichž jeden vykazuje známky atmosféry složené převážně z helia,
ale pouze jeden z nich je pravděpodobným členem hvězdokupy.
Nejjasnějšími členy hvězdokupy je 5 žlutých obrů 5. magnitudy a jeden oranžový jasný obr s magnitudou 7,3 a spektrální třídou K2II. Ve směru hvězdokupy se nachází další dva žlutí obři, jejichž fyzická příslušnost ke hvězdokupě byla vyloučena.